# Marquard Rudolf von Rodt

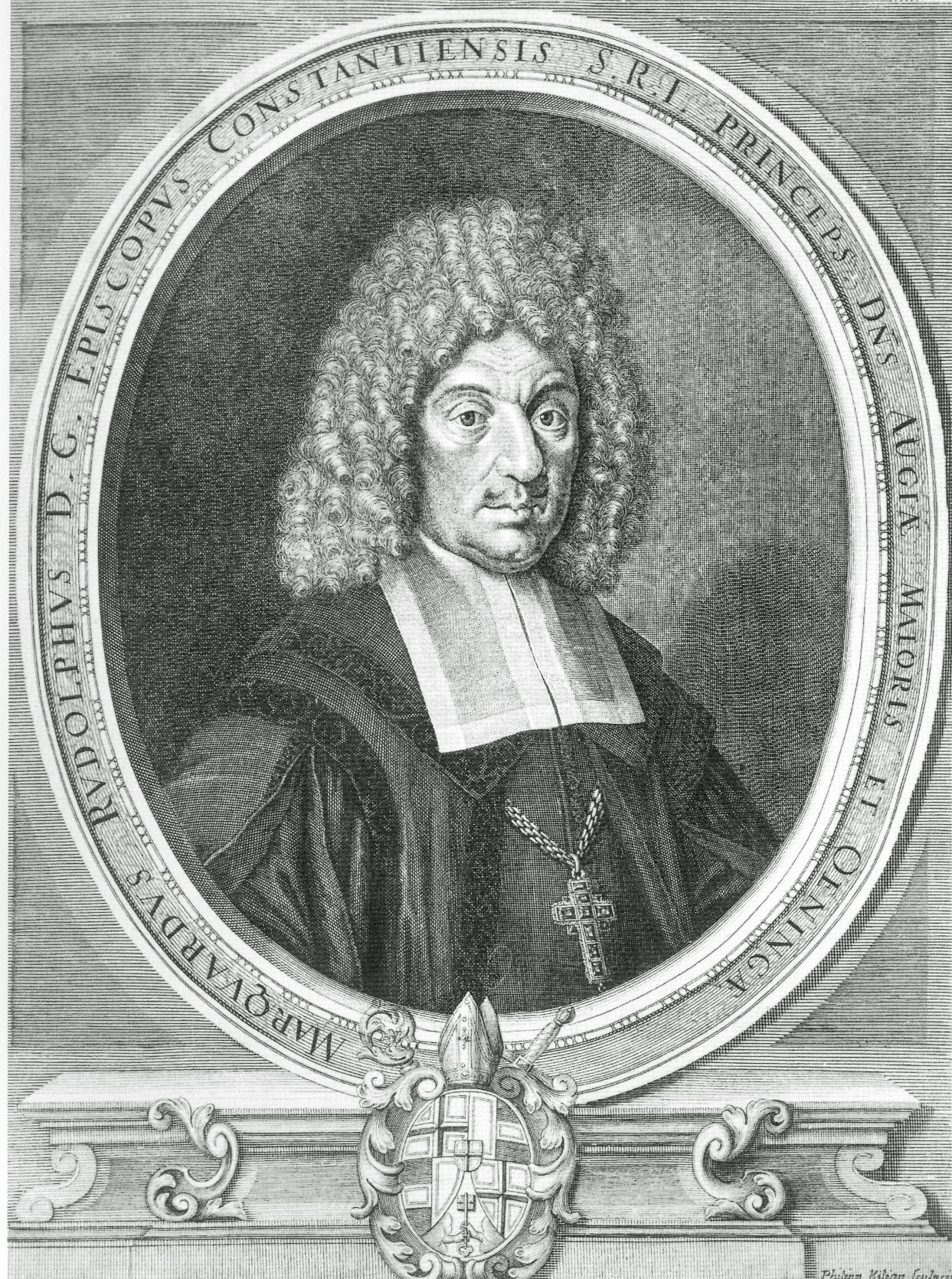
Marquard Rudolf von Rodt

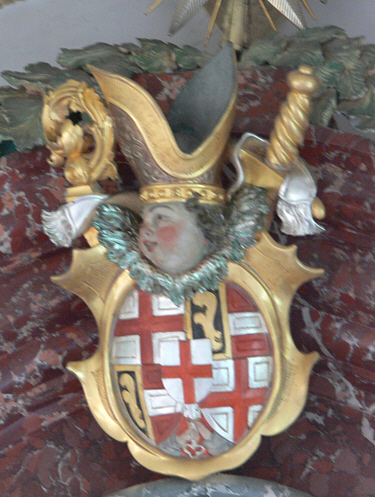
Wappen des Fürstbischofs am Wendelinusaltar der Kirche in Baitenhausen

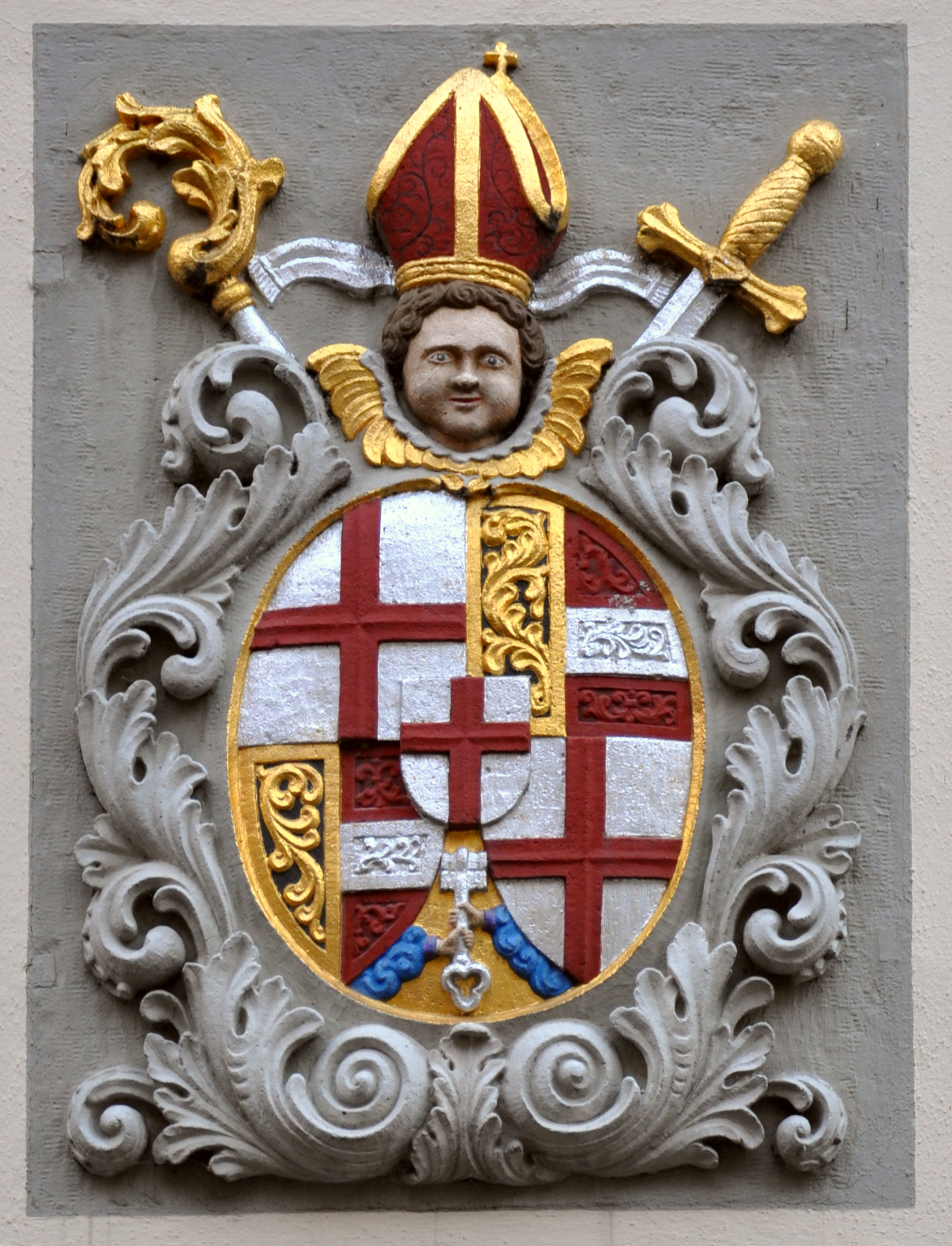
Wappen von Marquard Rudolf von Rodt in Meersburg am Bodensee, „Pfarrhof“ am Schlossplatz

Marquard Rudolf Reichsritter von Rodt zu Bußmannshausen, auch Roth, (* 9. April 1644 in Konstanz; † 10. Juli oder 6. Oktober 1704 in Hegne bei Konstanz) war von 1689 bis 1704 Fürstbischof von Konstanz.

## Familie
Marquard Rudolf von Rodt stammte aus dem oberschwäbischen ritterschaftlichen Adelsgeschlecht der Freiherren von Rodt zu Bußmannshausen. Sein Vater war Johann Dietrich, Ritterhauptmann und Erbtruchsess des Stifts Kempten; seine Mutter war Maria Barbara von Westerstetten.
Er war das erste von drei Mitgliedern seiner Familie, die Bischöfe von Konstanz wurden (nach ihm Franz Konrad von Rodt und Maximilian Christof von Rodt).

## Leben
Marquard Rudolf wurde 1653 als Exspektant vom Konstanzer Domkapitel aufgenommen. Er legte 1666 erste Profess ab und studierte ab 1666 an der Universität Straßburg. Nach Subdiakonat und Diakonat wurde er zum Kapitel zugelassen (Zweite Profess). Am 26. Mai 1668 empfing er die Priesterweihe. Er war ab 1668 Domherr in Augsburg sowie seit 1660 durch bischöfliche Nomination auch in Konstanz sowie Domkantor (1673), Archidiakon (1683) und ab 1686 Domdekan am Konstanzer Münster. 1686 wurde er Präsident des Geistlichen Rats in Konstanz.
Am 14. April 1689 wurde er im dritten Wahlgang mit knapper Mehrheit gegen den Kandidaten des Wiener Hofs, Johannes Wolfgang von Bodman, zum Konstanzer Bischof gewählt und am 6. März 1690 durch Papst Alexander VIII. bestätigt. Die Bischofsweihe spendete ihm am 18. Juni 1690 der Konstanzer Weihbischof Johannes Wolfgang Reichsritter von Bodman; Mitkonsekrator war der Augsburger Weihbischof Johannes Eustache Egolf Reichsritter von Westernach.
Neben dem Bischofsamt war er „Herr der Reichenau (domini Augia maioris) und Öhningen“.
Seine bischöfliche Amtszeit wurde wesentlich durch die politischen Auseinandersetzungen mit Frankreich geprägt. Des Weiteren belasteten die Zinsschulden des kaiserlichen Hofs beim Hochstift sein Wirken.
Marquard Rudolf starb im Schloss Hegne und wurde im Konstanzer Münster beigesetzt.